# Beastie Boys Anthology: The Sounds of Science
Beastie Boys Anthology: The Sounds of Science è la prima compilation del gruppo musicale statunitense Beastie Boys, pubblicata il 23 novembre 1999.

## Descrizione
Oltre al doppio CD, il cofanetto di The Sounds of Science contiene anche un libretto di ottanta pagine, con i Beastie Boys che raccontano la loro storia descrivendo in ordine cronologico le canzoni contenute nella raccolta, e un fascicolo con tutte le copertine (EP, singoli, album di studio, raccolte) della band newyorchese dal 1981 al 1999.

## Tracce
Disco 1
1. Beastie Boys – 0:56
2. Slow and Low – 3:38
3. Shake your Rump – 3:19
4. Gratitude – 2:45
5. Skills to Pay the Bills – 3:13
6. Root Down – 3:32
7. Believe Me – 1:19
8. Sure Shot – 3:20
9. Body Movin' (Fatboy Slim's remix) – 5:31
10. Boomin' Granny – 2:18
11. Fight for your Right – 3:27
12. Country Mike's Theme – 0:35 – Inedita
13. Pass the Mic – 4:17
14. Something's Got to Give – 3:28
15. Bodhisattva Vow – 3:12
16. Sabrosa – 3:31
17. Song for the Man – 3:11
18. Soba Violence – 1:13
19. Alive – 3:48
20. Jimmy James (Original version) – 3:05
21. Three Mc's and one DJ (Live video remix) – 2:18

Disco 2
1. The Biz Vs. the Nuge – 0:33
2. Sabotage – 2:59
3. Shadrach – 4:09
4. Brass Monkey – 2:37
5. Time for Livin' – 1:48
6. Dub the Mic – 3:01
7. Bennie and the Jets – 4:06
8. The Negotiation Limerick File – 2:52
9. I Want Some – 2:00
10. She's on It – 4:18
11. Son of Neckbone – 3:19
12. Get it Together – 4:06
13. Twenty Questions – 2:28
14. Remote Control – 2:59
15. Railroad Blues – 2:38
16. Live Wire – 3:06
17. So What'cha Want – 3:37
18. Netty's Girl – 3:00
19. Egg Raid on Mojo – 1:20
20. Hey Ladies – 3:48
21. Intergalactic – 3:30

## Formazione
- Michael Diamond - voce e batteria
- Adam Horovitz - voce e chitarra
- Adam Yauch - voce, basso e contrabbasso
- Mario Caldato Jr. - Collaborazione testi e musica in So What'cha Want, Pass the Mic, Dub the Mic, Intergalactic, Sure Shot, Body Movin', Sabrosa e Something's Got to Give.
- Mark Nishita - Collaborazione musica e testi in So What'cha Want, Pass the Mic, Sabrosa e Something's Got to Give.
- Dust Brothers - Collaborazione testi e musica in Hey Ladies e Shake your Rump.
- Mix Master Mike - Dj nei pezzi Negotiation Limerick File, Remote Control, Intergalactic e Three Mc's and one Dj, ed attuale componente della band.
- Dj Hurricane - Dj nei pezzi So What'cha Want, Get it Together, Hey Ladies, Pass the Mic, Root Down, Shake your Rump, Shadrach, Jimmy James, Skills to Pay the Bills, Sure Shot e Sabotage: è uscito dal gruppo nel 1997.
- Eric Bobo - percussioni
- Alfredo Ortiz - percussioni e batteria

## Classifiche

### Classifiche settimanali
| Classifica (1999) | Posizione massima |
| ----------------- | ----------------- |
| Australia         | 14                |
| Austria           | 42                |
| Belgio (Fiandre)  | 37                |
| Canada            | 18                |
| Finlandia         | 12                |
| Germania          | 50                |
| Irlanda           | 68                |
| Norvegia          | 11                |
| Nuova Zelanda     | 4                 |
| Paesi Bassi       | 62                |
| Regno Unito       | 36                |
| Stati Uniti       | 19                |
| Svezia            | 8                 |
| Svizzera          | 72                |

### Classifiche di fine anno
| Classifica (2000) | Posizione |
| ----------------- | --------- |
| Stati Uniti       | 108       |